# 新豐一交流道
新豐一交流道為臺灣台61線的交流道，位於臺灣新竹縣新豐鄉新豐村，指標為57k，交流道型式為鑽石型，於2018年5月19日通車

，2020年1月22日，新豐一交流道至竹4平交路段通車，2020年3月19日，新豐一交流道南入北出匝道及紅毛港橋南下側車道開放通車。
雖然預告標示連結竹1線，但實際上連結的是竹1線的舊線，目前該道路無編號。
|            | 57 新豐一 |  | 新豐 |
| 新豐休息站 | 57 新豐一 |  |      |

## 鄰近公路
- 台15線
- 竹1線

## 外部連結
- 台61線新豐一交流道示意圖 （页面存档备份，存于）（交通部公路總局）